# Claude Cohen-Tannoudji
Claude Cohen-Tannoudji (Constantina, Argelia, 1 de abril de 1933) es un físico francés de origen sefardí que trabaja en la École Normale Supérieure de París, donde también estudió. Recibió en 1997 junto a Steven Chu y William Daniel Phillips el Premio Nobel de Física por su trabajo independiente y pionero en el enfriamiento y atrapado de átomos usando luz láser.

## Docencia
Después de su tesis, empezó a enseñar mecánica cuántica en la Universidad de París. Sus lecciones fueron la base para el popular libro Mécanique quantique, que escribió con dos de sus colegas. Continuó también con su trabajo de investigación sobre la interacción átomo-fotón, y su grupo desarrolló el formalismo dressed atom.

## Premio Nobel de Física
Su trabajo le llevó al Premio Nobel de física en 1997 por el desarrollo de métodos para enfriar y atrapar átomos con radiación láser, compartido con Steven Chu y William Daniel Phillips.